# Býchory
Býchory település Csehországban, a Kolíni járásban. Býchory Ovčáry, Bělušice, Konárovice, Jestřabí Lhota és Němčice településekkel határos. Lakosainak száma 683 fő (2024. január 1.).

## Népesség
A település lakosságának változását az alábbi diagram mutatja:
| Lakosok száma | 539  | 642  | 635  | 524  | 531  | 600  | 624  | 610  | 645  | 683  |
|               | 1869 | 1900 | 1921 | 1961 | 1980 | 2011 | 2016 | 2019 | 2021 | 2024 |